# 榆岾寺
榆岾寺（朝鲜语：／）位於朝鮮江原道金剛山，建於6世紀的新羅時代。1168年擴建，1883-1885年再度擴建。日本佔領時期的榆岾寺成為金剛山主要的遊覽景點。韓戰中毀於戰火。
保留下來的榆岾寺鐘被朝鮮民主主義人民共和國政府收入第162號國寶。